# Astère Vercruysse de Solart
Astère Joseph Victor Vercruysse, ook Vercruysse de Solart (Kortrijk, 26 april 1834 - Gent, 15 juli 1921) was een Belgisch industrieel en politicus voor de Katholieke Partij.

## Familie
De familie Vercruysse vindt haar wortels in Deerlijk, waar ze grondbezitters waren. De archieven leiden naar een Vercruysse uit Ieper die te Harelbeke huwde met een Verhaeghe en wiens vader, Jacques Vercruysse, uit Deerlijk kwam. 
De onmiddellijke voorvaders van Astère Vercruysse waren:
- Joannis Vercruysse
  - Jacques (Albert) Vercruysse (uit Deerlijk) x (Ieper[1], 7-01-1750) Barbe Thérèse Vandenberghe (Lauwe, 1730)[2]
    - Jacques Augustin Guillaume Vercruysse (uit Ieper) x (Harelbeke, 26-04-1799) Victoire Josephe Verhaeghe (dochter van Joseph Verhaeghe uit Harelbeke),
      - Justine Marie Vercruysse x (Kortrijk, 24-01-1827) Edouard P. Bracq, broer van Lucie Bracq,
      - Ferdinand Vercruysse x (Kortrijk, 10-07-1833) Lucie Jeanne Marie Bracq (dochter van Joseph René Bracq en Adelaïde Jacqueline Françoise Bossaert), 
        - Astère Joseph Victor Vercruysse x 1866 Pauline Bracq.

De moeder van Ferdinand, Victoire Verhaeghe, bezat in 1848 het kasteel en heel wat gronden in Deerlijk. Ferdinand erfde deze eigendommen, waar ook molens bij hoorden. Hij schonk een perceel grond in de Harelbekestraat voor het bouwen van een gemeenteschool en een leerwerkhuis voor wevers. Zoals zijn vader was Ferdinand Vercruysse brouwer. Hij was politiek actief als gemeenteraadslid en schepen tijdens de periode 1848-1854 in Kortrijk.
De familie Bracq behoorde tot de Kortrijkse vermogende families en was eveneens grondbezitter. Zo behoorden de gronden waarop de school O.L.Vrouw ter Engelen (’t Fort) in Kortrijk in 1853 werd gebouwd, toe aan de familie Bracq.
De zorg om door een doordachte huwelijkspolitiek het patrimonium samen te houden blijkt uit het herhaaldelijk voorkomen, over vier generaties, van de namen Vercruysse, Verhaeghe en Bracq.

## Levensloop
Astère volgde lager onderwijs in het Sint-Amandscollege in Kortrijk en middelbaar onderwijs bij de jezuïeten in Doornik, om in 1853 rechten te gaan studeren aan de Rijksuniversiteit Gent en in 1858 te promoveren tot doctor in de rechten. Hij vestigde zich in Gent en werd er advocaat-stagiair.
In 1866 trouwde hij met Pauline Bracq (1845-1913), dochter van Ferdinand Bracq en Mathilde De Deurwaerder. Ze kregen drie zoons en een dochter, onder wie Adhémar Vercruysse de Solart (1870-1949), die in 1904 in Gent trouwde met Marguerite de Hemptinne (1885-1954). Tot op heden zijn er nog afstammelingen.
Ferdinand Bracq was suikerraffinadeur en stichtte voor zijn schoonzoon de suikerraffinaderij La Ruche, waarvan deze de leiding nam (1870-1897). Hij bekleedde daarnaast heel wat mandaten in het bedrijfsleven. Hij was onder  meer:
- bestuurder, nadien voorzitter van Linière La Lieve,
- bestuurder van Société Columba Belge de Navigation,
- bestuurder van Caisse générale de reports et de dépôts,
- bestuurder van Crédit Anversois,
- bestuurder, nadien voorzitter van Tramways électriques de Gand,
- bestuurder, nadien voorzitter van Société Linière de Witebok,
- voorzitter van verzekeringsmaatschappij Le Lion Belge,
- voorzitter van verzekeringsmaatschappij Union et Prévoyance.

In het maatschappelijk leven was hij:
- voorzitter van de kerkfabriek van de Sint-Annakerk in Gent,
- lid en voorzitter van de Toezichtscommissie op de School voor Hofbouwkunde,
- lid van de Hoge Raad voor Handel en Industrie,
- voorzitter van de Cercle industriel et commercial de Gand.

Hij was ook nauw betrokken bij de Belgische deelname aan internationale tentoonstellingen. Zo was hij:
- lid van het Uitvoerend Comité van de Wereldtentoonstelling in Parijs (1889),
- commissaris-generaal van de buitenlandse inzendingen op de Wereldtentoonstelling in Antwerpen (1894),
- commissaris-generaal voor de Belgische deelname aan de Wereldtentoonstelling in Parijs (1900)
- voorzitter van het Belgisch Comité voor de Tentoonstellingen in Bordeaux, Chicago en Amsterdam.

In juni 1886 werd Vercruysse verkozen tot katholiek volksvertegenwoordiger voor het arrondissement Gent en vervulde dit mandaat tot in 1892. Hij werd vervolgens senator voor het arrondissement Gent-Eeklo van 1892 tot 1919. In de senaat was hij voorzitter van de Commissies Landbouw en Openbare Werken.
In 1898 verwierf hij erfelijke adel en in 1912 kreeg hij vergunning de Solart toe te voegen aan de familienaam, naar een eigendom die de familie bezat in Passendale.

### Het kasteel van Deerlijk
Op de plaats van dit kasteel (later Gaverkasteel genaamd) stond in de eerste helft van de 18e eeuw een herenboerderij, het "Goed ter Plancken". In het begin van de 19e eeuw was dit een schapenhoeve. Astère Vercruysse liet rond 1890 de hoeve verbouwen en inrichten als zomerverblijf. 
Tot na de Eerste Wereldoorlog liep er een dreef richting huidige Stations-, Rodenbach- en Beverenstraat. Na de dood van Astère werden de gronden van de dreef verkocht. Tussen het kasteel en de Stationsstraat legde men in westelijke richting een privéweg aan, die ook door de bevolking gebruikt werd. In 1941 werd dit een openbare weg, de Vercruysse de Solartstraat.

### De kapel ter Ruste
In 1902 werd de kapel Onze-Lieve-Vrouw ter Ruste aangekocht door Astère Vercruysse. Hij deed dit onder impuls van zijn zoon Raymond Vercruysse (1868-1936), priester van het bisdom Gent. Hij liet het gebouw volledig herschilderen, een brandraam plaatsen boven het altaar en vanuit het westen een dreef aanleggen naar de kapel. Het traject van de Stations- naar de Pontstraat heet nu Kapel ter Rustestraat.

### Eerste Wereldoorlog
1913 en 1914 waren zwarte jaren voor Vercruysse. Zijn vrouw overleed en hij werd zelf zwaar ziek. Tijdens de oorlog werd het familiekasteel in Passendale tot puin herleid. Het Gaverkasteel in Deerlijk werd bezet door Duitse officieren en leed heel wat schade. 
Het herenhuis van Vercruysse in Gent ontsnapte aan bezetting door militairen, vanwege zijn status als consul van Mexico en voorzitter van de Consulaire Kring.

### Het einde
In 1919 trok Astère Vercruysse zich terug uit de politieke wereld. Op 15 juli 1921 overleed hij in Gent op 87-jarige leeftijd. De kapel ter Ruste en het kasteel met omliggende gronden werden door de erfgenamen verkaveld en verkocht.

## Heden
In Deerlijk loopt de Vercruysse de Solartstraat langsheen het Gaverkasteel. Dit kasteel werd met enkele nabijgelegen gronden aangekocht door de gemeente Deerlijk en is nu het ontspanningsoord Gaverdomein.